# Christa Anita Brück
Christa Anita Brück, Pseudonym für Christa Jaab, später verh. Christa Ladisch, (* 9. Juni 1899 in Liegnitz; † 22. Februar 1958 in Königstein im Taunus) war eine deutsche Schriftstellerin.

## Leben und Werk
Christa Jaab war Tochter eines Postbeamten. Nach dem Besuch eines Lyzeums und kaufmännischer Ausbildung war sie zehn Jahre lang Stenotypistin und Sekretärin in Berlin. Bereits 1920/21 verfasste sie Beiträge für Morgen. Ostpreußische Wochenzeitschrift. 1928 wurde sie im Rundfunk präsentiert als „ostpreußische Schriftstellerin“. 1932 erschien ihr Artikel Die Stenotypistin überm Durchschnitt in einer Betriebszeitung.
1934 heiratete sie den leitenden Bankangestellten Günther Ladisch.
Unter ihrem Schriftstellernamen schrieb sie vier Romane, in deren Mittelpunkt die Situation weiblicher Angestellter am Ende der Weimarer Republik steht. Der erste, Schicksale hinter Schreibmaschinen wurde bei Erscheinen sehr beachtet und in mehrere Sprachen übersetzt. Zustimmende Rezensionen und Hinweise verfasste der Soziologe Siegfried Kracauer: „Ihr Buch ist ein trefflicher Beitrag zur Bestandaufnahme der Angestelltenwelt; Folgerungen auf die Gesamtsituation dieser Schicht oder gar auf das Gesellschaftssystem, dem sie entwächst, lassen sich nicht aus ihm ziehen.“, während Kurt Tucholsky das Buch verriss und schrieb: „Die Frau Brück hat der liebe Gott leider nicht gesegnet. Diese Angestelltengeschichte ist ein Schmarrn. (...) Unbrauchbar, das Buch.“ Der Verband der weiblichen Handels- und Büroangestellten (VWA) kritisierte das Buch wegen seiner „mangelnden individuellen Aufopferungsbereitschaft und der ungeschminkten Darstellung der Bürorealität“.  1933 nach der „Machtergreifung“ durch die Nationalsozialisten wurde das Buch in die Schwarze Liste der schädlichen und unerwünschten Literatur aufgenommen.
In Christa Anita Brücks zweitem Roman (Ein Mädchen mit Prokura) geht es um die Situation kleiner Bankangestellter während der Deutschen Bankenkrise 1931. Auf Grundlage des Buches entstand 1934 ein Spielfilm von Arzén von Cserépy. Der Rowohlt Verlag hat das Buch am 12. September 2023 wiederveröffentlicht.
Die Kriminalgeschichte Der Richter von Memel spielt auf dem Hintergrund der litauisch-deutschen Konflikte im damaligen Memelland. Die Lawine knüpft thematisch an Brücks ersten Roman an. Ein weiteres Buch (Wer spricht noch mit Luedemann?) wurde nicht veröffentlicht und scheint verschollen.

## Werke
- Schicksale hinter Schreibmaschinen. Roman. 1. Auflage. Sieben – Stäbe – Verlag und Druckereigesellschaft, Berlin 1930. (weitere Auflagen: 6.–15. Tsd., 16.–18. Tsd., 19.–23. Tsd. 1931)
  - Likteni pie rakstämmãmmaŝĩnãm (Romanãns. Tulk. Zelma Kroders). Grãmatu Draugs, Rigã 1931. (Vertǐgu grãmatu virkne, „Grãmatu Draugs“ Bd. 124) (lettisch)
  - Mademoiselle Brückner dactylo. Roman. Trad. de l´allemand par Raymond Henry (Harry d´ Erlanger). Albin Michel, Paris 1950. (2. mille 1950)
  - Schicksale hinter Schreibmaschinen. Neuausgabe. Verlag Autonomie und Chaos. Berlin 2012, ISBN 978-3-923211-96-8 pdf
- Ein Mädchen mit Prokura. Roman. 1. Auflage. Sieben – Stäbe – Verlag, Berlin 1932. Von Arzén von Cserépy 1934 verfilmt.
  - Signorina con procura. Mondadori, Milano 1934. (Übersetzer Luigi Emery)
  - Ein Mädchen mit Prokura. Neuausgabe. Verlag Autonomie und Chaos. Berlin 2015, ISBN 978-3-945980-02-6 pdf
  - Ein Mädchen mit Prokura. Neuausgabe herausgegeben von Magda Brinkmann und Nicole Seifert. Rowohlt Taschenbuch Verlag. Hamburg 2023
- Der Richter von Memel. Roman. 1. Auflage. Ullstein Verlag, Berlin 1933. (Ullstein – Bücher, N.F.7)
- Die Lawine. Roman. Deutscher Verlag, Berlin 1941. (Uhlenbücher, Bd. 191) (erstmals erschienen unter dem Titel: Fräulein, bitte schreiben Sie in der Zeitschrift Die Koralle)